# Begonia adenopoda
Begonia adenopoda é uma espécie de Begonia.

## Sinônimos
- Begonia verticillata Hook. [ilegítimo]
- Lauchea verticillata Klotzsch